# Parigi-Roubaix 1960
La Parigi-Roubaix 1960, cinquantottesima edizione della corsa, fu disputata il 10 aprile 1960, per un percorso totale di 262,5 km. Fu vinta dal belga Pino Cerami, giunto al traguardo con il tempo di 6h01'45" alla media di 43,538 km/h davanti a Tino Sabbadini e Miguel Poblet.
Presero il via da Parigi 156 ciclisti, 77 di essi tagliarono il traguardo a Roubaix.

## Ordine d'arrivo (Top 10)
| Pos. | Corridore        | Squadra        | Tempo    |
| ---- | ---------------- | -------------- | -------- |
| 1    | Pino Cerami      | Peugeot-BP     | 6h01'45" |
| 2    | Tino Sabbadini   | Mercier-BP     | a 14"    |
| 3    | Miguel Poblet    | Ignis          | a 55"    |
| 4    | Jean Forestier   | Helyett-Leroux | s.t.     |
| 5    | Henri De Wolf    | Helyett-Leroux | s.t.     |
| 6    | Frans Aerenhouts | Mercier-BP     | s.t.     |
| 7    | Gilbert Desmet   | Carpano        | s.t.     |
| 8    | Jacques Anquetil | Helyett-Leroux | s.t.     |
| 9    | Tom Simpson      | Rapha-Gitane   | a 1'03"  |
| 10   | Raymond Impanis  | Faema          | a 1'11"  |